# 吉原俊一郎
吉原 俊一郎（よしはら しゅんいちろう ）は、日本のアニメ美術監督。株式会社美峰副社長。

## 経歴
- 東京アニメアワード2017個人賞の美術・色彩・映像賞を受賞[1]。

- 2024年2月28日付で美峰の新副社長に就任[2]。

## 主な美術監督作品

### テレビアニメ
- VIRUS -VIRUS BUSTER SERGE-（1997年）美術監督
- スターオーシャンEX（2001年）美術監督
- G-onらいだーす（2002年）美術監督
- 超重神グラヴィオン（2002年）美術監督
- 魁!! クロマティ高校（2003年）美術監督
- ガラスの仮面 <新>（2005年）美術監督
- 地球へ… TOWARD THE TERRA <テラへ…>（2007年）美術監督
- マクロスＦ（2008年）美術監督
- 戦国BASARA 1期（2009年）美術監督
- 黒神 The Animation（2009年）美術監督
- IS <インフィニット・ストラトス>（2011年）美術監督
- アクエリオンEVOL（2012年）美術監督
- ZETMAN（2012年）美術監督
- ジョジョの奇妙な冒険（2012年）美術監督
- 進撃の巨人（2013年）美術監督
- IS <インフィニット・ストラトス>2（2013年）美術監督
- 弱虫ペダル 1期（2013年）美術監督
- ワルキューレ ロマンツェ 少女騎士物語（2013年）美術監督
- ジョジョの奇妙な冒険 スターダストクルセイダース 2期（2014年）美術監督
- 弱虫ペダル GRANDE ROAD 2期（2014年）美術監督
- ジョジョの奇妙な冒険 ダイヤモンドは砕けない 3期（2016年）美術監督
- ばくおん！！（2016年）美術監督
- 甲鉄城のカバネリ（2016年）美術監督
- 名探偵コナン・エピソード”ONE”小さくなった名探偵（2016年）美術監督
- 弱虫ペダル NEW GENERATION 3期（2017年）美術監督
- 進撃の巨人 2期（2017年）美術監督
- 弱虫ペダル GLORY LINE 4期（2018年）美術監督
- 恋は雨上がりのように（2018年）美術監督
- ヒナまつり（2018年）美術監督
- 進撃の巨人 3期（2018年）美術監督
- ジョジョの奇妙な冒険 黄金の風（2018年）美術監督 ※加藤恵と連名。
- くノ一ツバキの胸の内（2022年）美術監督
- 組長娘と世話係（2022年）美術監督
- 弱虫ペダル LIMIT BREAK（2022年）美術監督
- Dr.STONE 龍水（2022年）美術監督
- 名探偵コナン（2023年）美術監督
- Summer Pockets（2025年）美術監督

### 劇場アニメ
- 逮捕しちゃうぞ the MOVIE（1999年）美術監督
- アキハバラ電脳組 2011年の夏休み（1999年）美術監督
- ああっ女神さまっ（2000年）美術監督
- 真救世主伝説　北斗の拳　ラオウ伝　激闘の章（2007年）美術監督
- 北斗の拳　ケンシロウ伝（2008年）美術監督
- マクロスF 虚空歌姫～イツワリノウタヒメ～（2009年）美術監督
- 劇場版 マクロスF 恋離飛翼～サヨナラノツバサ～（2011年）美術監督
- 伏 鉄砲娘の捕物帳（2012年）美術監督
- 進撃の巨人 前編～紅蓮の弓矢～（2014年）美術監督
- 進撃の巨人 後編～自由の翼～（2015年）美術監督
- 劇場版 弱虫ペダル（2015年）美術監督
- ガラスの花と壊す世界（2016年）美術監督
- 甲鉄城のカバネリ 総集編 前編～集う光～（2016年）美術監督
- 甲鉄城のカバネリ 総集編 後編～燃える命～（2017年）美術監督
- バブル（2022年）美術監督

### OVA
- BLUE SEED2 第3巻（1996年）美術監督
- でたとこプリンセス（1997年）美術監督
- ヨコハマ買い出し紀行（1998年）美術監督
- Spirit of Wonder　チャイナさんの憂鬱（2001年）美術監督
- テイルズ オブ ファンタジア THE ANIMATION 2話（2004年）美術監督
- 創星のアクエリオン（2007年）美術監督
- 聖闘士星矢 THE LOST CANVAS 冥王神話（2009年）美術監督